# Nikolaj Vasil'evič Kletočnikov
Nikolaj Vasil'evič Kletočnikov, in russo Николай Васильевич Клеточников? (Penza, 1º novembre 1846 – San Pietroburgo, 25 luglio 1883), è stato un rivoluzionario russo.
Aleksandr Michajlov lo reclutò per lavorare nella Terza sezione della Cancelleria privata di Sua Maestà Imperiale e poi, quando questa fu soppressa, nel Dipartimento di Polizia presso il Ministero degli Affari Interni della Russia imperiale. È stato l'unico rivoluzionario a riuscire nell'impresa di infiltrarsi nell'organo supremo della polizia politica.

## Biografia

### Famiglia e formazione
Nikolaj Kletočnikov, che deve il suo nome allo scrittore Gogol', nacque a Penza il 1º novembre 1846, dal consigliere titolare Vasilij Jakovlevič e da Elizaveta Luk'janovna, che avevano avuto in precedenza altri due figli: Leonid e Nadežda.

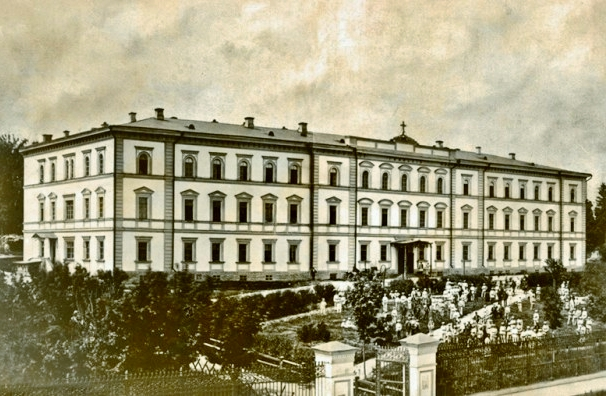
Il liceo di Penza intitolato alla memoria di Vissarion Belinskij

In gioventù Vasilij Jakovlevič aveva coltivato l'ambizione di diventare un artista affermato. Ogni anno inviava suoi lavori, dipinti e disegni, all'Accademia delle Arti di San Pietroburgo attraverso l'Università di Kazan, e sperava di ricevere grazie all'appoggio del suo protettore, Michail Nikolaevič Musin-Puškin (1795-1862), futuro senatore e all'epoca amministratore del distretto scolastico di Penza, la borsa di studio per tirocinanti consistente in un viaggio a Roma. Il suo sogno non doveva realizzarsi, ma il patrocinio di Musin-Puškin gli consentì, dopo anni trascorsi a fare l'insegnante di disegno, di essere designato architetto della città di Penza. Vasilij Jakovlevič non si perse d'animo e riversò le sue speranze sui figli maschi. Quando ebbe compiuto un anno, cominciò a chiamare Rim (Roma) il primogenito Leonid, che era nato nel 1837. Crescendo, il ragazzo dimostrò di avere le doti, ma purtroppo per il padre non la volontà di fare l'artista, a causa di una certa sua perenne impazienza, una cronica incapacità di concentrarsi a lungo su qualcosa, e, giunto il momento di frequentare l'Accademia, decise di non entrarvi. Il destino di Leonid ebbe una qualche influenza anche su quello di Nikolaj, allorché il padre gli affidò le residue sue speranze di avere un artista in famiglia. Infatti Vasilij Jakovlevič, ritenendo che l'insofferenza di Leonid per l'arte fosse il frutto di un'infanzia vissuta nel costante esercizio e assimilazione della tecnica, non torturò Nikolaj con estenuanti lezioni di disegno e lasciò che il talento maturasse da sé. Tuttavia il caso volle che Nikolaj non avesse la destrezza del fratello e nutrisse invece una sincera passione per la pittura, di modo che la mancanza di uno studio assiduo e intensivo non consentì alla sua tecnica di affinarsi.

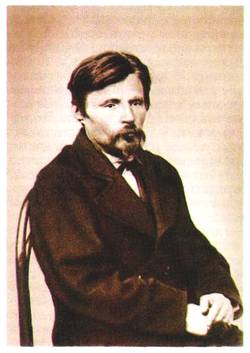
Nikolaj Išutin

Fin da piccolo Nikolaj fu cagionevole di salute e i genitori, per proteggerlo, lo iniziarono a un'esistenza isolata che sviluppò in lui la tendenza al ripiegamento interiore, atteggiamento che lo porterà a cercare non la solitudine, bensì interlocutori profondi con cui soddisfare il bisogno di confrontarsi sulle questioni di ampio respiro.
Al liceo di Penza conobbe, in periodi diversi, Nikolaj Išutin, suo cugino Vladimir Karakozov, e Porfirij Vojnaral'skij (1844-1898). Con Karakozov e Vojnaral'skij, diplomatisi nel 1861, Kletočnikov ebbe un rapporto più superficiale rispetto a quello che instaurò con Išutin, assieme al quale concluse gli studi ginnasiali nell'estate del 1863, meritandosi la medaglia d'argento.  In autunno, Nikolaj s'iscrisse alla facoltà di Fisica e matematica dell'Università di Mosca, dove ritrovò Išutin, e nel tardo inverno anche Karakozov, proveniente da Kazan. Išutin, che frequentava le lezioni pur non essendo uno studente a tutti gli effetti, per propagandare tra i più giovani le proprie idee radicali, pregò Kletočnikov di aiutarlo e questi, che eccelleva in francese e in matematica, diede ripetizioni ai condiscepoli meno versati, introducendo nelle lezioni temi di natura sociale. Presto però Išutin gli chiese un impegno maggiore, voleva che entrasse a far parte del nucleo principale della sua società segreta, ma a un passo tanto drastico — l'uscita dalla legalità — Kletočnikov non si sentiva ancora pronto. Gli riusciva penoso convincere le persone a donare qualche rublo per la causa del popolo e, a maggior ragione, trovava impossibile persuadere un amico al sacrificio totale di sé, come da buon oratore, e senza preoccuparsi troppo d'incoraggiare all'azione risoluta chi non era intimamente determinato, vedeva fare a Išutin. Tuttavia, il punto focale era che lui per primo non voleva impegnarsi a fondo in un'impresa della quale presentiva tutti i pericoli e del cui successo dubitava. E quando Išutin gli fece capire che doveva considerarsi parte integrante dell'organizzazione, che la sua vita apparteneva ormai all'organizzazione, Kletočnikov, niente affatto d'accordo con una simile interpretazione del ruolo da lui ricoperto nella società, non avendo mai preso alcun obbligo in tal senso, dopo le vacanze estive a Penza non tornò a Mosca e andò invece a San Pietroburgo, dove iniziò gli studi in giurisprudenza. Anche qui, nondimeno, fu raggiunto da un emissario di Išutin che lo sollecitava a riprendere nella capitale la propaganda e la raccolta dei fondi, interrotte a Mosca. Kletočnikov non disse di no, ma persistendo nella volontà di tenersi lontano dai piani eversivi di Išutin, nei primi mesi del 1865, decise di abbandonare l'università e di tornare a casa per dedicarsi alla carriera burocratica.

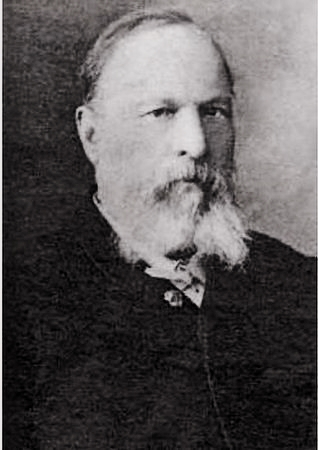
Il dottor Postnikov

A Penza e poi a Samara, dove fuggì per timore di essere implicato nelle indagini in merito al tentativo effettuato il 16 aprile 1866 da Karakozov su Alessandro II, Kletočnikov lavorò come segretario privato. L'antica pratica con l'arte del disegno affluì nella pagina scritta che presentava una tonda e leggera grafia, distribuita in un'armoniosa pulizia dell'insieme, e fu molto apprezzata dai suoi capi. Si occupava di scrivere lettere sotto dettatura, di trascrivere i colloqui tra le parti contraenti, di ricavare esaustive e precise note dai libri contabili. L'incontro con il revisore della Camera di controllo, Kaznačeev, al cui figlio farà da precettore, gli consentì di conoscere, nell'inverno del 1867, il direttore di questa istituzione,  Nikolaj Aleksandrovič Mordvinov (1827-1884), un esponente dell'antica nobiltà russa che, nel 1855, era stato rinchiuso nella fortezza di Pietro e Paolo per aver distribuito materiale antigovernativo. In primavera Kletočnikov, in preda a un persistente stato febbrile, accompagnato da tosse e perdita di peso, si fece ricoverare nel sanatorio del dottor Nestor Postnikov (1821-1913), il quale confermò il sospetto di un principio di tubercolosi.
Nel 1858, Postnikov aveva aperto a Samara la prima casa di cura, frequentata anche dagli europei, che faceva uso, nel trattamento di alcune patologie quali la tisi, del kumis, una bevanda ottenuta dalla fermentazione lattica e alcolica del latte di giumenta. Dopo circa sei mesi di terapia, Kletočnikov era ingrassato e la febbre, sparita. Postnikov, nel dimetterlo, lo esortò a soggiornare lungo le coste della Crimea, assistite da un clima più mite e secco; di fare attività fisica, specie lunghe nuotate in mare; e di mangiare due-tre chili di uva al giorno. Mordvinov, che lo aveva in simpatia, scrisse allora al nipote, Vladimir S. Korsakov (1833-1882), residente a Jalta, una lettera di raccomandazione in cui lo esortava ad accogliere il suo giovane amico e a fornirgli tutta la necessaria assistenza.

### In Crimea
(Dichiarazione di Nikolaj Kletočnikov al processo)

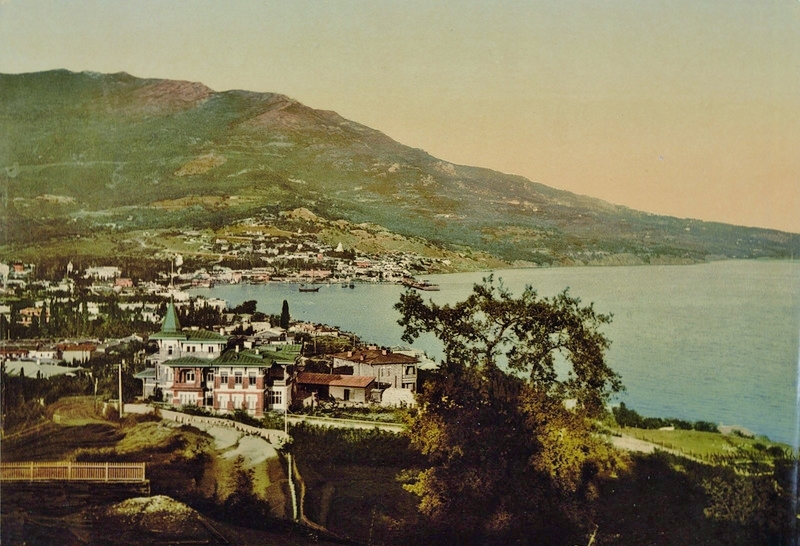
Vista generale di Jalta. L'immagine risale alla fine del XIX secolo

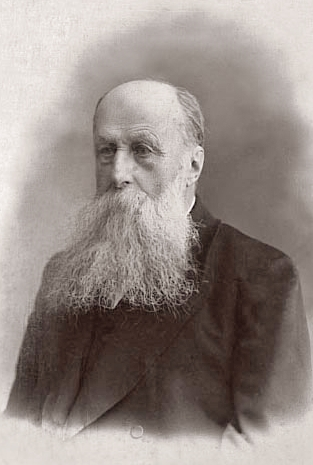
Vladimir Vinberg nel 1915, quando faceva parte della IV Duma di Stato

Il 4 ottobre 1867 Kletočnikov giunse a Jalta e si presentò da Korsakov, il cui podere era nella zona meridionale della città, a Čukurtar, lungo la strada per Livadija. L'uomo, acconsentendo alla richiesta di Mordvinov in accordo con la moglie, Elena K. Borozdina (1837-1922), concesse a Nikolaj Vasil'evič vitto, alloggio e cure gratuite.
Dai Korsakov, Kletočnikov fece due importanti incontri. Il primo, con Vladimir Vinberg (1836-1922), proprietario terriero ed enologo, nonché membro dello zemstvo di Jalta, che gli procurò le migliori uve dei propri vigneti e spesso cavalcò con lui, ammirandone l'incedere marziale, nei luoghi più incantevoli dell'area, quali il giardino botanico di Nikitskij e le bellissime cascate di Učan-Su. Il secondo, con Marija Šleer, l'istitutrice della figlia maggiore di Korsakov e pupilla della moglie. Fu il grande, indimenticato, amore di Nikolaj. Voleva sposarla già due mesi dopo che era cominciata la loro relazione ma lei, di punto in bianco, decise di andare a vivere dai genitori a Poltava, dove avevano acquistato un apprezzamento, e non volle restare in contatto per via epistolare né con Nikolaj, né con la famiglia che negli ultimi anni l'aveva accolta in casa.
In primavera Kletočnikov accettò la proposta di Korsakov, che di Jalta era il maresciallo della nobiltà, e cominciò a lavorare per lui. Il suo compito era quello di notificare ai nobili della provincia le date in cui erano bandite le aste pubbliche relative alla vendita di foreste, bestiame, fabbriche; di informarli su tutti i tipi di eventi che potevano riguardarli, di carattere economico o culturale; di verificare la legalità e l'ammissibilità delle loro petizioni. Poi c'erano le pratiche personali di Korsakov da sbrigare: corrispondenza, riproduzione dei documenti, stesura dei registri contabili. Fu da Korsakov che Kletočnikov apprese i segreti del mestiere, vale a dire l'autentico linguaggio burocratico che, fedele alle forme espressive consolidate e sensibile alle raffinatezze stilistiche, possiede esso stesso un intrinseco codice gerarchico che si adatta alle persone, a seconda della loro posizione sociale.

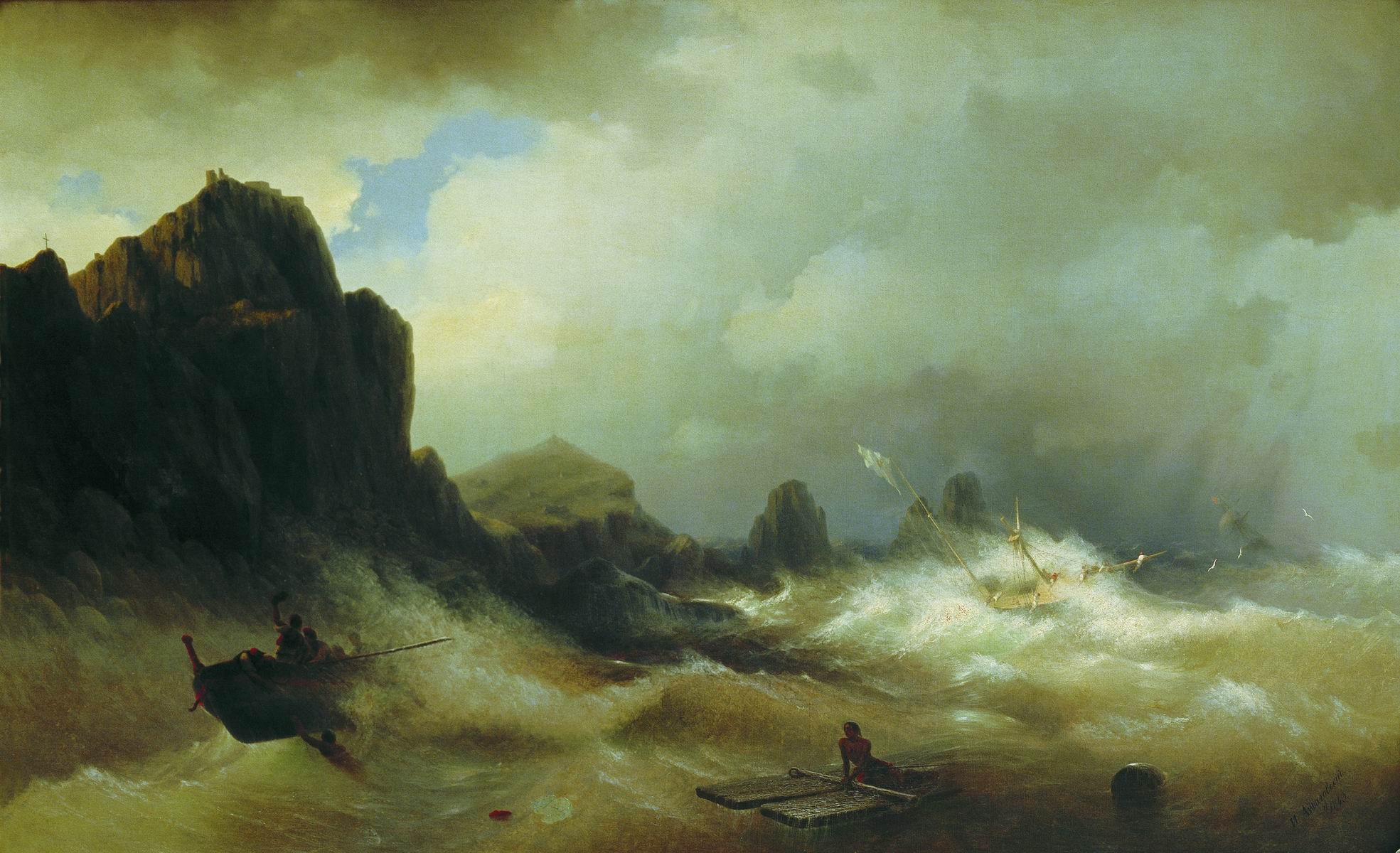
Il tema del naufragio era caro ad Ajvazovskij. Quest'opera, del 1843, ne è un esempio

Lo stipendio era alto, quasi novanta rubli al mese, e Nikolaj poté pagare da sé sia le costose spese della terapia che, con qualche eccezione, la generosa ospitalità di Korsakov. Con i circa trenta-quaranta rubli restanti, acquistò dipinti e libri. Divenne in breve un collezionista, ma era un intenditore e sceglieva opere di un qualche pregio. I libri, russi e stranieri, erano generalmente scritti sull'arte; i dipinti, erano ritratti e paesaggi, questi ultimi in prevalenza marine e scorci della Crimea. Pare avesse anche un Naufragio del celebre pittore Ajvazovskij, tra i primi realizzati dal maestro. Ciò nonostante, il dipinto più amato non si trovava tra quelli che aveva comprato, giacché era il ritratto di suo padre, una miniatura ad acquerello opera di Leonid. Nikolaj, quando era studente a San Pietroburgo, aveva commissionato una fotografia del quadretto per spedirla a casa e poter tenere l'originale con sé. Il commesso del fotografo aveva però macchiato la superficie del ritratto, ma anche rovinato in alcuni punti, restava il preferito, non tanto perché raffigurava suo padre, quanto perché era proprio un lavoro ben fatto.
Nel 1871 Kletočnikov perse, nel giro di pochi giorni, entrambi i genitori. Prima morì la madre, che era malata, e poi il padre, di dolore. Tornato dal funerale della moglie, Vasilij Jakovlevič si era sentito male ed era svenuto; nell'immediato, parve riprendersi, ma entro tre giorni venne a mancare. Solo due anni dopo, a maggio del 1873, Nikolaj ricevette una lettera dalla sorella, la quale gli annunciava la conclusione delle pratiche relative alla vendita della casa e dei terreni paterni, e la conseguente spartizione del ricavato tra gli eredi. In quel momento Kletočnikov stava già valutando l'ipotesi di partire per l'estero e dispose la vendita delle sue collezioni. Si sentiva solo. Korsakov era a Františkovy Lázně (in passato: Francensbad), per curare una vecchia ferita alla gamba ricevuta durante la guerra di Crimea, Vinberg era a Sinferopoli, e anche il mercante da cui si procurava libri e dipinti, non era più a Jalta.

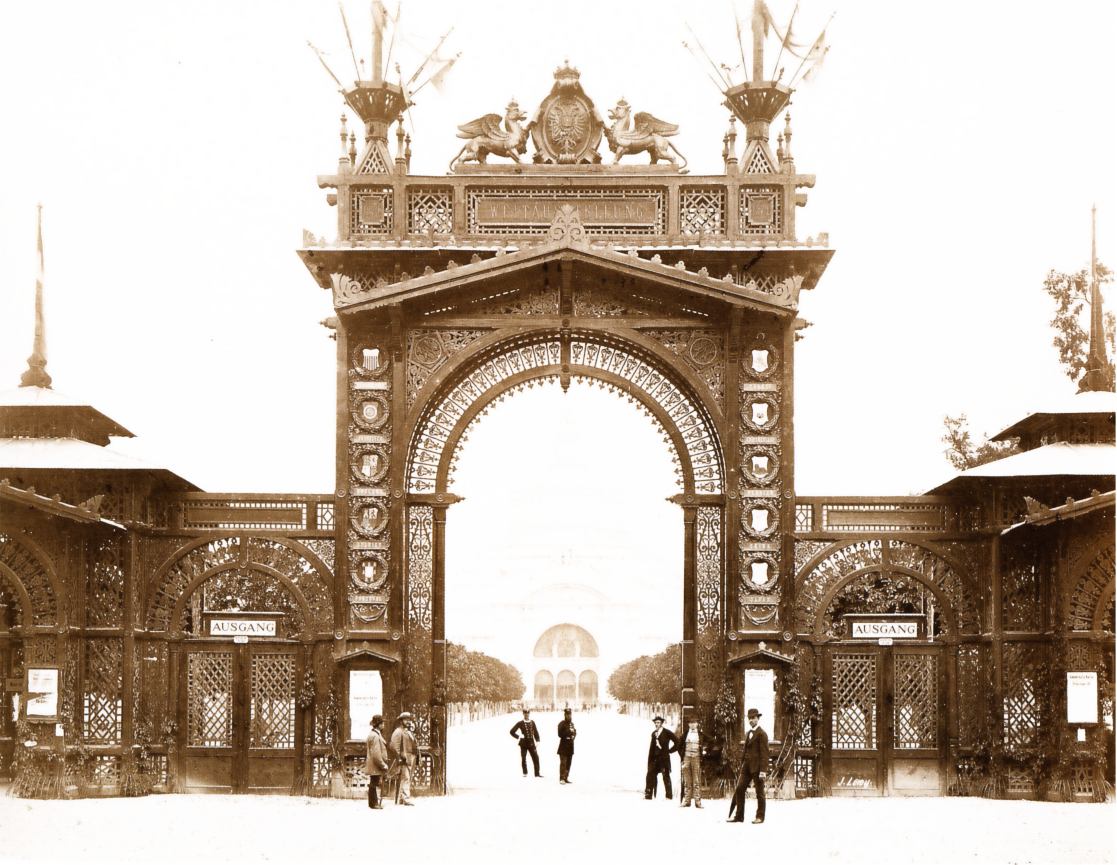
L'entrata principale sul Prater dell'Esposizione universale di Vienna nel 1873

Prima di raggiungere Penza, — e lasciare la Russia — desiderò rivedere i luoghi dei suoi anni da studente, Mosca e San Pietroburgo, e si diresse a Odessa per imbarcarsi, ma cambiò all'improvviso idea e salì sul treno per la sua città natale. A causa di una sosta dovuta alla pioggia, il treno si fermò in una stazione fuori mano e qui Kletočnikov incontrò Porfirij Vojnaral'skij, suo compagno al liceo, che ora in abiti contadini, da nobile che era, si apprestava a peregrinare nei villaggi, e difatti fu tra i primi narodnik ad «andare nel popolo». A Penza ritrovò Leonid, ormai alcolizzato, e Nadežda, che viveva separata dal marito e credeva, illudendosi, di potersi ricostruire una famiglia con i fratelli. Incassata l'eredità che ammontava a poche migliaia di rubli, ai primi di giugno, Nikolaj era a Vienna, sede dell'esposizione universale per l'anno 1873, avente come tema conduttore la «Cultura e l'Educazione».
Restò a Vienna solo un giorno, infastidito dal tremendo caos che ancor più amplificava la percezione della propria solitudine, e raggiunse Korsakov a Františkovy Lázně. Approfittò del soggiorno nella città termale per alleviare i disturbi allo stomaco, comparsi da qualche tempo, sebbene la ragione principale del suo arrivo era comunicare a Korsakov, con il quale il rapporto di amicizia negli anni si era raffreddato, la sua intenzione di dimettersi dal servizio. Verso gli ultimi giorni di luglio, tornò a Jalta con Elena Konstantinovna e i bambini, mentre Korsakov restava a curarsi.
Avendo saputo che a Sinferopoli si era appena costituita, diretta da Vinberg, la Società di mutuo credito, e che, se voleva, poteva considerarsi assunto, Nikolaj raccolse l'invito. Era attratto dall'idea che forse, stando vicino a una persona dai sinceri sentimenti liberali, avrebbe assistito e collaborato a un qualche progetto di rilevanza sociale, e dato così un senso positivo alla sua attività che gli pareva inutile. Della Società di Vinberg fu il cassiere dall'autunno del 1873 all'ottobre del 1877, allorché pose fine per sempre alla sua permanenza in Crimea, durata dieci anni.

### La Terza sezione

#### L'ingresso nella polizia politica
(Anna P. Pribyleva-Korba su Kletočnikov)

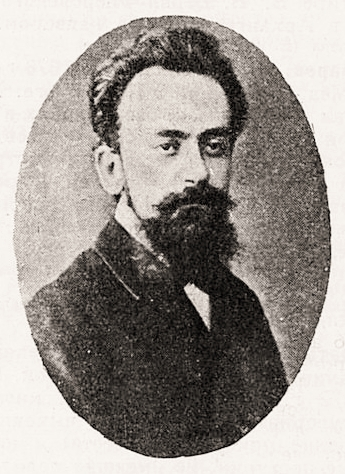
Nikolaj Šmeman

Nel mese di ottobre del 1877, Kletočnikov era a San Pietroburgo per frequentare l'Accademia medico-chirurgica. Benché non fosse più giovanissimo riteneva suo dovere imprimere una svolta al suo destino, strapparsi di dosso la sensazione di esistere senza costrutto, e fare il medico rientrava in questa ricerca di una nuova vita, più degna e appagante. All'università frequentò i radicali e con uno di essi, Nikolaj Vasil'evič Šmeman (1854-dopo 1884), ebbe alcune schermaglie verbali sul modo di condurre la lotta politica, se con mezzi legali o illegali. Tra coloro che assistettero alle calorose discussioni messe in scena dai due, c'era un ex studente, noto con il nome fittizio di Pёtr Ivanovič, alias di Aleksandr Michajlov, membro del nucleo principale di Zemlja i Volja. Kletočnikov e Michajlov si conobbero allora. Il primo intuì che il giovane Pёtr Ivanovič, anche se non lo lasciava trapelare apertamente, era un rivoluzionario.
Kletočnikov onorò i suoi doveri di studente per il primo semestre, poi nell'aprile del 1878 rientrò precipitosamente a Penza, forse per riflettere sulla situazione politica che volgeva al peggio (aveva assistito il 26 all'uccisione di Grigorij Sidorockij nel corso di una manifestazione di giubilo all'uscita del tribunale dove era stata appena assolta la Zasulič), forse per una recrudescenza della sua malattia. Trascorse tutta l'estate dalla sorella, nella tenuta del marito con cui s'era riconciliata, e infine, a settembre, dopo essere stato a Samara per un paio di giorni ospite di Mordvidov, cui espresse la sua decisione di un impegno sociale più attivo, tornò definitivamente a San Pietroburgo.
Probabilmente lo stimolo a rompere ogni indugio gli venne dalle notizie riferite dai giornali sul movimento rivoluzionario, quell'anno in rapida ascesa, e sulla feroce repressione statale. Lui non era un radicale, piuttosto si considerava un liberale che credeva nel rinnovamento sociale ad opera dell'intelligencija, ma la persecuzione dei propagandisti — il processo ai 50 era in tal senso illuminante — lo stava conducendo alla conclusione che chiedere un cambio di rotta al governo non serviva a nulla, se mancava la volontà di forzargli la mano perché avviasse finalmente il processo riformatore. Aveva dunque scelto di abbracciare la causa dei radicali, e giunto nella capitale, non sapendo come rintracciare l'uomo che chiamava Pёtr Ivanovič, chiese a due sue conterranee, che frequentavano i corsi femminili universitari Bestužev, istituiti proprio allora dal regime per arginare l'emigrazione all'estero delle fanciulle desiderose di accedere a un livello superiore d'istruzione, di combinare un abboccamento tra lui e qualcuno del sottosuolo. Le due ragazze, conoscevano il redattore del giornale «Zemlja i Volja!», Nikolaj Morozov (1854-1946), e per suo tramite, Aleksandr Michajlov scoprì che Kletočnikov era di nuovo nella capitale.

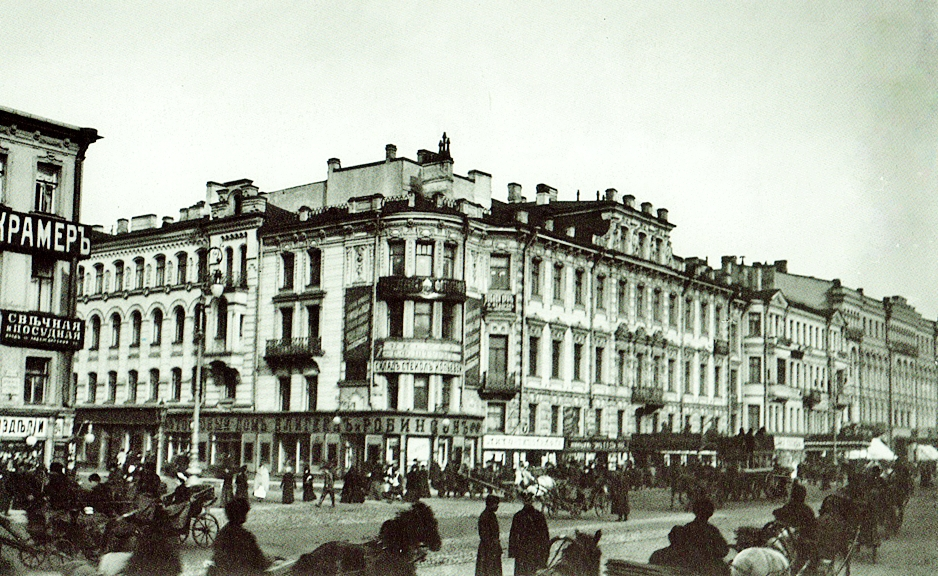
La casa Jakovlev dove viveva A. P. Kutuzova affittando le stanze agli studenti

Intorno alla metà di novembre, ci fu l'incontro tra Kletočnikov e Pёtr Ivanovič, il quale aveva portato con sé anche Morozov. Nikolaj Vasil'evič spiegò a Michajlov che, ricordando le sue parole dell'anno precedente sull'importanza di un'organizzazione centrale che coordinasse le forze sparse nelle province, aveva pensato di proporsi come agente di collegamento tra queste e il centro, giacché contava su diversi agganci nelle periferie dell'impero. Ma Michajlov gli prospettò un incarico di tutt'altro genere. Più importante per il partito era adesso la difesa dalle spie. Nelle ultime settimane quasi tutti i membri del centro dirigente erano stati arrestati, e per poco non era finito in trappola pure lui, perciò gli domandava di scoprire se un'affittuaria di stanze che rispondeva al nome di Anna Petrovna Kutuzova e ostentava sentimenti progressisti con gli studenti, suoi pensionanti, non fosse al soldo della polizia. Il sospetto era serio, ma la certezza mancava. Kletočnikov acconsentì.
Si presentò alla vedova Kutuzova, che pubblicava gli annunci di stanze libere su uno dei portoni del palazzo, come un funzionario pubblico in cerca di occupazione e prese in affitto un appartamentino ammobiliato per trenta rubli al mese, e a tempo indeterminato.
Entro qualche giorno le due studentesse che alloggiavano nella stanza accanto a quella di Kletočnikov partirono, e al loro posto comparve un giovane uomo. Non era un inquilino, bensì un visitatore, uno di quelli che la Kutuzova portava ogni tanto via con sé per qualche misterioso affare. La camera per gli ospiti, completamente separata dalle altre, era abitata e, temporaneamente, lo aveva sistemato nella stanza che s'era liberata. Durante il secondo giorno di permanenza, venne a trovarlo un amico, bevvero, e Nikolaj Vasil'evič riuscì ad ascoltare diverse cose interessanti. Infatti, la sua camera e quella del giovanotto erano comunicanti, sebbene la porta di passaggio era stata tappezzata in modo da formare l'impressione di un muro cieco e riparata da un armadio alto, e si poteva, perciò, mettendosi a ridosso della parete, orecchiare.  Pareva strano che l'ospite non fosse stato allertato da Anna Petrovna, e Kletočnikov ne dedusse che la donna si fidava di lui. Scoprì così che l'uomo, Petro Nikolaevic, era un agente provocatore introdottosi tra i lavoratori di un'officina nell'area industriale della barriera di Narva. Il suo scopo era quello di portare la polizia a un arresto di massa, quando avesse ottenuto di riunire in assemblea un numero cospicuo di operai. Anche lui sarebbe stato fermato, ma subito dopo la signora, cioè Anna Petrovna, avrebbe pagato la cauzione. La notizia, che non lasciava più dubbi sulla reale attività della Kutuzova, fu riferita a Michajlov, il quale pregò Kletočnikov di restare ancora dov'era per raccogliere ulteriori informazioni. Il momento era delicato. La polizia cercava la stamperia dei rivoluzionari, al lavoro per l'imminente uscita del secondo numero di «Zemlja i Volja!», e conoscere in anticipo le mosse delle spie poteva significare la sua sopravvivenza.
Kletočnikov si trattenne da Anna Petrovna e fece una scoperta ancora più rilevante della precedente. La nuova spia che riuscì a individuare, molto vicina ai vertici dell'Unione settentrionale degli operai russi, fu Nikolaj Vasil'evič Rejnštejn. Kletočnikov informò il suo referente, ma la radicata diffidenza degli operai nei riguardi dell'intelligencija, vanificò l'avvertimento, cui non si diede credito, come apprese più tardi Michajlov. I populisti, secondo un diffuso preconcetto, non solo volevano controllare l'associazione operaia, ma per riuscirci potevano perfino essere disposti a diffamare i migliori tra loro, i più istruiti e capaci, quale ritenevano fosse Rejnštejn. Lo stesso Petro Nikolaevič aveva raggiunto il suo obiettivo e aveva provocato l'arresto di una cinquantina di operai. A Rejnštejn fu permesso di distruggere l'Unione. Obnorskij fu arrestato a gennaio, e a ruota altri elementi di primo piano della sede centrale pietroburghese, mentre a fine febbraio capitolò il ramo moscovita dell'Unione — venticinque persone — da Rejnštejn stesso organizzato in autunno, ragion per cui si era trasferito nella vecchia capitale. E solo allora gli ammonimenti degli zemlevol'cy, su mediazione di Chalturin, furono tenuti nel debito conto.
Ultimo successo conseguito da Rejnštejn fu l'arresto di Dmitrij Klemenc, redattore con Morozov, Tichomirov e Plechanov di «Zemlja i Volja!». Sapendo che, tra un funzionario di polizia e lo studente di medicina Aleksandr A. Astaf'ev (1855-dopo 1881), contiguo agli ambienti rivoluzionari, c'era un vincolo familiare e che il giovane si fidava del parente, Rejnštejn fece diffondere da quest'ultimo la falsa notizia che la tipografia clandestina era stata rintracciata. Nei tumultuosi tentativi di avvertire i redattori del pericolo incombente, Astaf'ev, che era sotto sorveglianza, nonostante ignorasse l'identità degli articolisti, condusse la polizia a una serie di appartamenti e la mise sulle tracce di Klemenc.

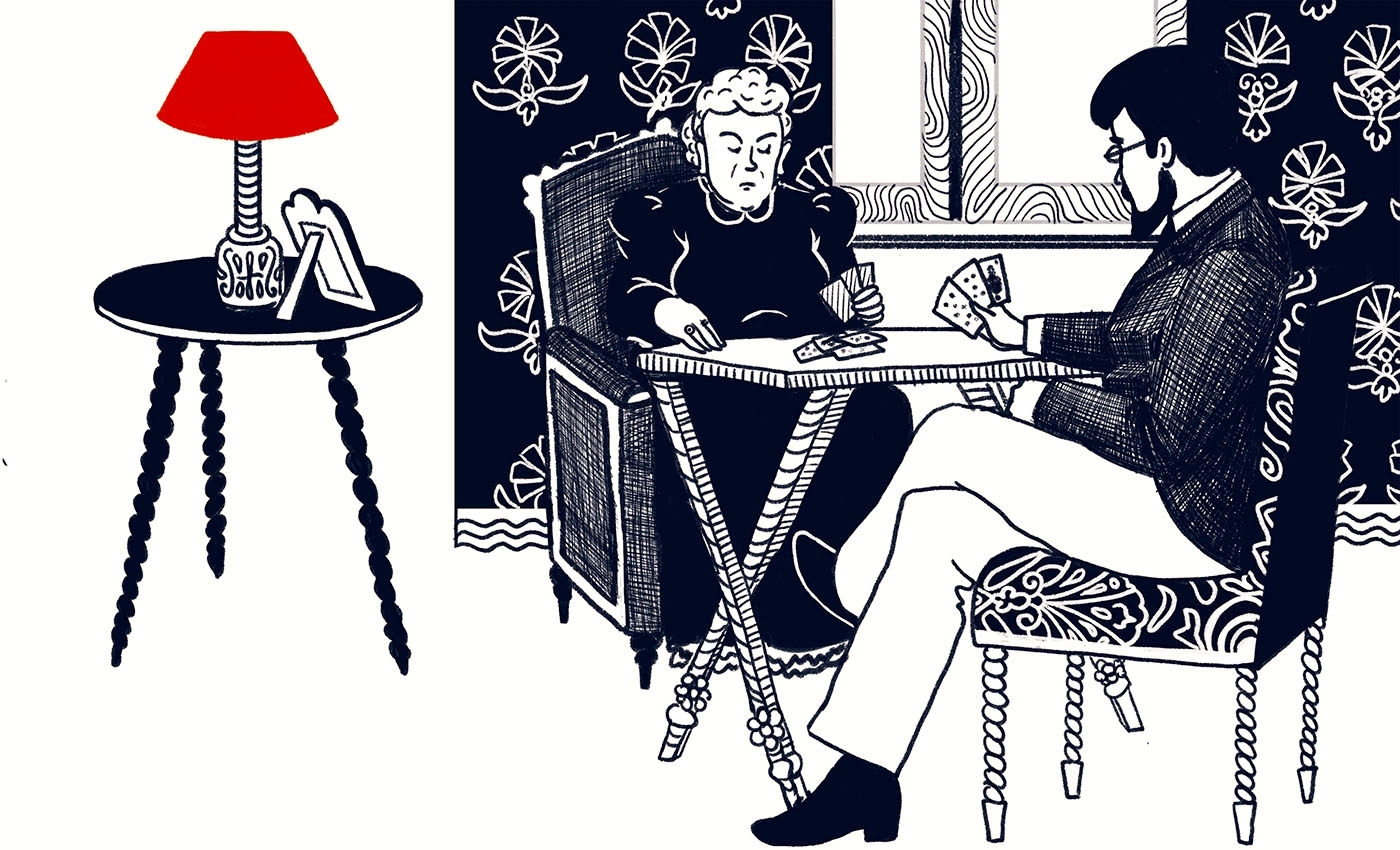
Rappresentazione grafica di Kletočnikov che gioca a carte con Anna Petrovna. Illustrazione di Ljuba Berezina

Intanto che accadevano questi eventi, Kletočnikov era entrato nelle grazie della Kutuzova. Trascorreva con lei le serate, ascoltava attento la storia della sua vita, assecondava la grande passione per le carte della donna, manifestando intolleranza per la gioventù nichilista e scarsa attitudine al gioco. Inoltre, si lamentava che a San Pietroburgo, senza raccomandazione, non c'era speranza di trovare un impiego nella pubblica amministrazione, e le confessava che molto probabilmente sarebbe tornato in provincia. Così perseverando, ai primi di gennaio, Anna Petrovna gli propose di servire nella polizia segreta e gli rivelò di essere in amicizia con il generale Grigorij Kirilov, capo del terzo dipartimento della Terza sezione, e che — circostanza questa non vera — il di lui aiutante, il colonnello Vasilij Gusev, era il suo unico nipote ed erede universale. Michajlov spronò Kletočnikov ad accettare la proposta, che poteva garantire la salvezza del partito. Lui resistette, inorridito al semplice pensiero, e quando, dinnanzi alle insistenze di Michajlov, acconsentì, pose due condizioni. La prima era che si arrogava il diritto di licenziarsi, se le autorità gli avessero chiesto di svolgere attività investigativa o provocatoria. La seconda era che, in caso d'arresto, avrebbe dichiarato di essersi impegnato con il movimento rivoluzionario per denaro, e non per convinzione.  Aveva paura di soccombere alla giustizia sommaria che i gendarmi potevano infliggergli per il suo tradimento. "Temo il linciaggio" – disse. "La morte non mi spaventa, ma morire brutalmente, senza processo, sarebbe orribile. Se invece nella faccenda ci fosse di mezzo il denaro, allora le autorità di sicuro provvederanno a fissare per me una punizione in tribunale". La condizioni furono accolte, anche se la seconda non era in linea con il codice etico dei rivoluzionari, perché Kletočnikov non era formalmente membro di Zemlja i Volja e non era obbligato a osservarne la disciplina.
In attesa di avere il colloquio di lavoro con Kirilov, Michajlov consigliò Kletočnikov di scrivere, ai suoi amici di Sinferopoli e Samara, lettere in cui lasciar trasparire l'immagine di un uomo scontento, in urto con i radicali e fiducioso di entrare nella polizia politica, perché la sua corrispondenza sarebbe stata sicuramente intercettata e lui avrebbe fatto un'ottima impressione. Ed è ciò che accadde, anche se Kletočnikov allora non sapeva di essere oggetto di indagine pure da parte di Michajlov, che gli aveva messo alle costole Pëtr Tellalov (1857-1887). A malincuore, infatti, e pur credendo nelle buone intenzioni di Kletočnikov, Michajlov riteneva suo dovere di Guardiano dell'organizzazione procedere a un controllo. Poco tempo dopo, comunque, gli comunicò, come prova della sua assoluta fiducia, il proprio vero nome.
Il 6 febbraio Kirilov annunciò a Kletočnikov che per trenta rubli al mese era assunto nella Terza sezione come agente esterno, con l'incarico di monitorare le attività degli studenti e di riferire tre volte alla settimana.

#### Il lavoro da infiltrato
(Dichiarazione di Vjačeslav Pleve al processo dei 20)
Una volta nella Terza sezione, Kletočnikov, volle lasciare l'appartamento da Anna Petrovna, di cui non sopportava più la compagnia, e Michajlov gliene trovò uno nella centrale via Stremjannaja. Non poteva rompere però i rapporti con la Kutuzova, che era a tutti gli effetti la sua madrina, e continuò a frequentarla, soprattutto all'inizio, quando occorreva seguire le mosse di Rejnštejn e lui, come agente esterno, non aveva accesso alle informazioni sensibili. Poiché restando così le cose, non era in condizione di essere utile al partito, né tanto meno poteva eseguire il mandato assegnatogli da Kirilov, dovette spiegargli che la propria invincibile avversione per i nichilisti era tale da renderlo inadatto al ruolo della spia. E nel volgere di un mese, Kirilov, forse su intercessione di Anna Petrovna, forse perché aveva avuto occasione di apprezzare il talento calligrafico di Kletočnikov, lo trasferì in ufficio come copista minore.

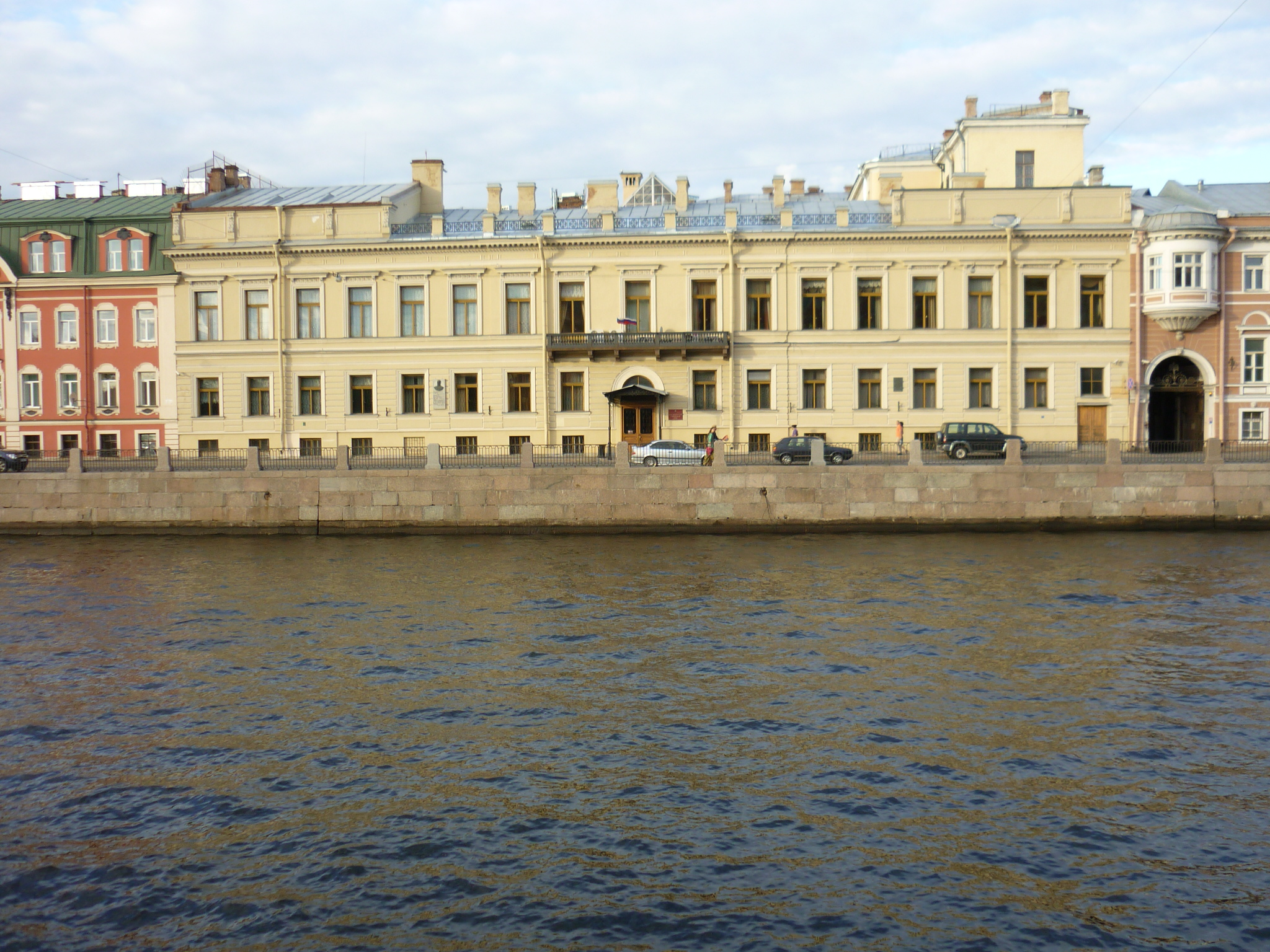
L'edificio sul Fontanka, che un tempo ospitava la Terza sezione, è un complesso di forma quadrangolare, dotato di un cortile interno, che nel corso del XIX secolo subì varie ristrutturazioni, demolizioni e ammodernamenti. L'area costruita a sud-est è la più alta.

La sede della Terza sezione era sul lungofiume Fontanka, nell'edificio № 16. Gli agenti si trovavano in un'ala del terzo piano, mentre nell'altra erano ubicati il reparto contabilità e vari uffici del Terzo dipartimento, che aveva gli altri, i più importanti (la crittografia e la censura postale), al piano superiore. Sempre al quarto piano erano conservate le pubblicazioni illegali sequestrate, e vi avevano posto gli uffici degli altri quattro dipartimenti in cui era strutturata la Terza sezione. Al secondo piano c'erano gli schedari, con la raccolta dei dati relativi a migliaia di cittadini dell'Impero e comprensivi di descrizioni fisiche, se mancavano le foto segnaletiche. La sala d'attesa era al primo piano, assieme alla tesoreria e alla mensa. Nel cortile, infine, stavano la prigione, la caserma dei gendarmi, l'archivio, le stalle e altri servizi. La stanza degli agenti, al terzo piano, era divisa in due grandi locali da un tramezzo. Nel primo c'erano gli uffici di Grigorij Kirilov e di Mavrickij Vol'f (traslitterazione russa dal tedesco “Wolf”), i direttori, rispettivamente, del servizio segreto interno e di quello per gli Esteri. Nel secondo, sotto la supervisione del braccio destro di Kirilov, il colonnello Gusev, lavoravano scrivani e copisti. Fu qui che Kletocnikov prese posto, a una scrivania situata nei pressi di un grande armadio in ferro, che custodiva la lista del personale in servizio, agenti e collaboratori, nome decoroso, questo, che designava però provocatori e spie.
Kletočnikov raccolse consensi fin dai primissimi giorni di lavoro. Negli uffici della Terza sezione c'era gran fermento per il ritrovamento a Mosca, in una camera dell'albergo Mamontov, del corpo di Rejnštejn, trafitto da quattro pugnalate al petto. Che Rejnštejn fosse scomparso da una settimana era noto a Kletočnikov da Anna Petrovna, ma ora apprendeva, con qualche brivido, che era stato ucciso per la devastante attività delatoria perseguita. Sul suo cadavere era stato lasciato un biglietto ammonitorio che diceva: «Il traditore, la spia Nikolaj Vasil'evič Rejnštejn, è stato condannato e giustiziato da noi, i socialisti-rivoluzionari russi. Morte ai Giuda-traditori!». Da Mosca si avvicendavano i telegrammi con i nomi dei sospetti, e tra questi Kletočnikov scorse quello di Šmeman, lo studente dell'Accademia medico-chirurgica con cui aveva polemizzato quasi due anni prima. Il lavoro di trascrizione gli valse i complimenti del comandante in capo della Terza sezione, il generale Drentel'n, che suggerì a Gusev di aumentare lo stipendio al neoassunto e di affidargli tutte le carte relative al caso Rejnštejn. E così Kletočnikov scoprì l'entità dei guadagni percepiti dall'agente provocatore, pari a diverse centinaia di rubli, e il migliaio che si preparava a ricevere per la cattura di Klemenc, a marzo lievitati a duemila come buona uscita per la vedova Tat'jana, spia ormai esposta e inutile.

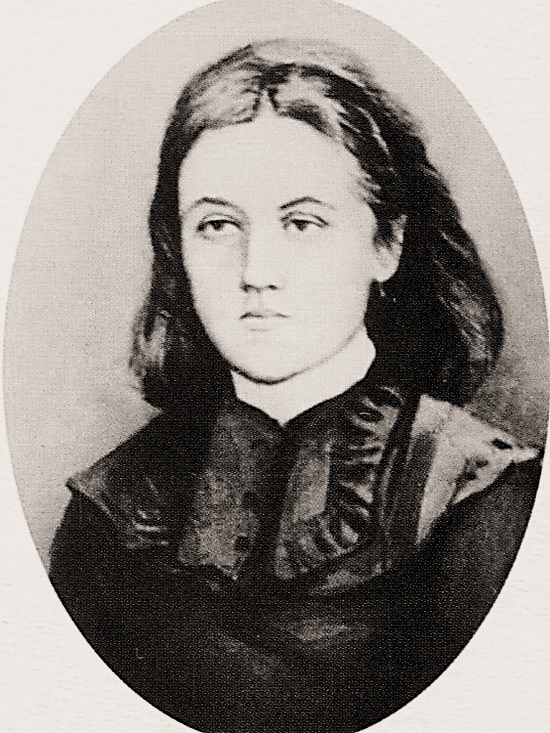
Natal’ja Olovennikova

Michajlov comunicò a Nikolaj che erano state prese maggiori cautele per garantire la sua sicurezza. Era imprudente continuare a incontrarsi nell'appartamento di Arončik (1859-1888), che era un illegale passibile di arresto, o, come testimoniava un episodio del recente passato, nei luoghi pubblici. Un grave pericolo, corso in occasione di un appuntamento fissato in un negozio di caramelle sul Nevskij, era stato sventato dall'occhio esperto di Aleksandr Michajlov. Si era accorto che Kletočnikov aveva alle calcagna Lovickij, un noto e consumato segugio della polizia, e, inosservato, era riuscito a far segno all'amico di uscire dallo spaccio e a dileguarsi egli stesso. In seguito Nikolaj Vasil'evič imparò, quando necessario, a seminare indesiderate spie, senza dare l'impressione di voler sfuggire a sguardi indiscreti. Era dunque stato locato un appartamento sull'isola Vasil'evskij, di proprietà di un tedesco mezzo sordo e gestito dall'unica persona tra gli zemlevol'cy che fosse, a un tempo, fidata e sconosciuta alla polizia.
Natal’ja Olovennikova (1855-1924) aveva accettato di condurre una vita appartata e di interrompere ogni attività rivoluzionaria per interpretare il ruolo della fidanzata di Kletočnikov. Pёtr Ivanovič, sarebbe comparso in qualità di fratello della ragazza, e in sua assenza, allorché le vicende del partito lo avrebbero allontanato da San Pietroburgo, si sarebbe provveduto a inviare qualcuno del circolo principale. Anche l'inconveniente che la sorella di Natal'ja era un'illegale in procinto di sposarne un altro a Orël, poteva, riflettendoci, volgersi in una prova convincente della sua estraneità al mondo sommerso dei radicali, non intrattenendo la Olovennikova rapporti con nessuno dei familiari.
Se Kletočnikov riuscì per due anni a non suscitare sospetti e a guadagnarsi in poco tempo la fiducia dei superiori, il merito fu forse della combinazione vincente tra il fragile aspetto esteriore (altezza media, corporatura sottile, spalle leggermente curve, un bel viso presto sciupato dalla malattia, capelli castani radi e già grigi sulle tempie, occhi chiari pieni di «sincerità infantile») e l'atteggiamento tenuto sul luogo di lavoro. Già la sorveglianza aveva elaborato il ritratto di un uomo che conduceva una vita solitaria e riservata, sempre in casa di sera, taciturno. Non diversamente, in ufficio, era alieno da curiosità fuori luogo, discreto, parlava solo se interpellato, e tuttavia svolgeva le sue mansioni splendidamente, con precisione e abnegazione, ben oltre il normale orario di lavoro. Per Kirilov divenne presto indispensabile. Gli era sufficiente esporre il suo pensiero che Nikolaj Vasil'evič lo metteva per iscritto nella forma più congeniale ai suoi desideri, e ne fece perciò il suo protetto, giunse anche a fargli trascrivere i resoconti dei segretissimi convegni tra lui e gli agenti sul campo.
Il valore delle informazioni che Kletočnikov trasmetteva ai rivoluzionari doveva aumentare in progressione con i suoi avanzamenti di carriera, ma non fu sempre così. Il 20 marzo 1879 era un dipendente civile del servizio segreto addetto alla riscrittura e correzione delle note informative redatte dagli investigatori, spesso persone con una bassa scolarizzazione, in maniera approssimativa e poco comprensibile. Il 24 ottobre ebbe per lettera la conferma della fiducia che era stata riposta in lui, e la sua posizione saliva a dipendente arruolato a tempo indeterminato, nella quale veste era distaccato al terzo dipartimento, come assistente in seconda del funzionario Cvetkov, dopo che Kirilov ne aveva assunto il comando. Fino a maggio del 1880, le sue mansioni restarono circoscritte alla trascrizione dei documenti, sebbene ora fossero al livello della massima segretezza, e il 2 fu insignito, per lo zelo e la dedizione profusi in servizio, della croce di terzo grado dell'Ordine di San Stanislao.

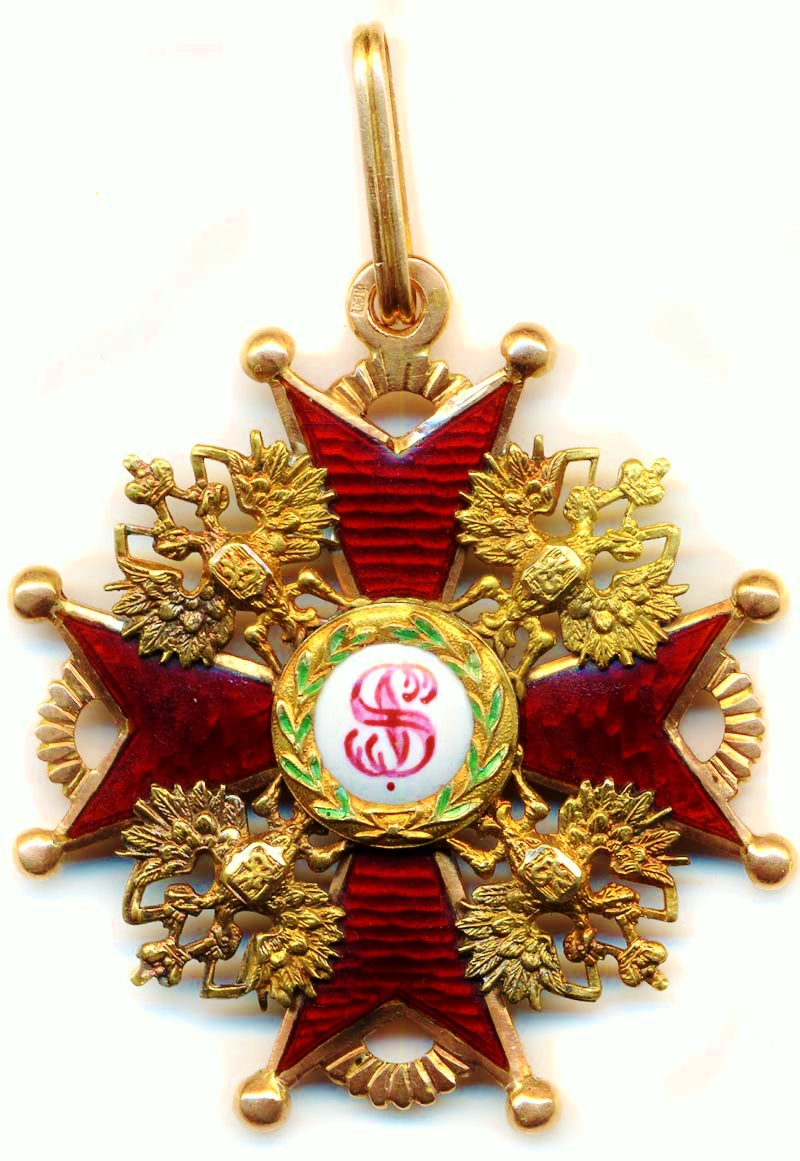
La croce di terzo grado dell'Ordine di San Stanislao

Nel frattempo, dopo l'attacco al Palazzo d'Inverno del 17 febbraio 1880, la Terza sezione era stata abolita e le sue competenze, passate alle dirette dipendenze del Ministero dell'Interno, nel quadro della ristrutturazione complessiva della Difesa. Il lavoro di Kletočnikov non mutò nella sostanza, anche se alcune informazioni vitali per Narodnaja volja non varcheranno la soglia del suo ufficio. Da maggio a dicembre, Kletočnikov stilò rendiconti monetari, produsse mandati — d'arresto e di perquisizione — e visionò la posta intercettata.  A lui fu affidato l'incarico di compilare ogni due settimane a beneficio della Suprema commissione amministrativa, creata e presieduta da Loris-Melikov una relazione comprensiva della lista degli arresti e di quanti avevano la corrispondenza sotto controllo, con relativa analisi del contenuto. Aveva inoltre accesso alle lettere del comandante della Fortezza Pietro e Paolo in merito ai colloqui con i prigionieri; ai vecchi atti riservati da ricopiare per l'archiviazione, tra cui le attività contadine degli anni precedenti; alle schede e ai grafici di coloro che erano sulla via dell'esilio; ai telegrammi cifrati (da agosto); alle carte con i nominativi di tutti gli agenti in servizio e del personale addetto alla sicurezza della famiglia imperiale. Al principio del 1881, infine, con il trasferimento di Cvetkov al primo dipartimento, Kletočnikov si trovò ad essere il più giovane assistente impiegato dell'intero Dipartimento di polizia, responsabile di gran parte dei succitati documenti in assoluta autonomia e con la possibilità di conoscere i nomi dei ricercati della Russia intera, e non più solo di San Pietroburgo. Nelle sue mani, adesso che curava l'archiviazione di una massa enorme di dati, erano le chiavi dei tre armadi con le informazioni segrete, la censura postale e i libri illegali. Nell'ultimo periodo, prima dell'arresto avvenuto a fine gennaio, tra i suoi compiti c'era pure quello di acquistare e provvedere alla consegna dei libri per i prigionieri della fortezza.
Michajlov riportava le preziose informazioni fornite dal suo agente a memoria, giacché pur senza prendere appunti, pratica potenzialmente rischiosa, Kletočnikov era in grado d'immagazzinare una quantità notevole di dettagli, in appositi taccuini i quali, una volta riempiti erano ricopiati e distrutti, mentre i duplicati finivano nell'archivio di Zemlja i Volja — e poi di Narodnaja volja — conservato nel suo appartamento da Vladimir Zotov (1821-1897), uno scrittore amico dei socialisti. A titolo di curiosità si può riportare il dato che, sul primo quadernetto, Michajlov scrisse i nomi di circa trecento agenti stipendiati dalla Terza sezione.
I favori resi da Kletočnikov ai radicali furono di vario genere, e precisamente: informazioni relative alle persone sorvegliate, notifiche di imminenti perquisizioni e arresti; svelamento degli agenti provocatori; consegna di documenti governativi top secret; sviamento delle ricerche dal centro vitale dell'organizzazione rivoluzionaria.
La messa in sicurezza di quanti erano minacciati d'arresto, o di vedersi i gendarmi in casa per una perquisizione, di solito non dava ragione alla Terza sezione di sospettare una fuga di notizie dall'interno, ma una volta, a marzo del 1879, Kletočnikov rischiò di essere scoperto. Era accaduto quando la polizia si era presentata in un appartamento sul Litejnyj prospekt, abitato da alcune studentesse che per conto di Zemlja i Volja nascondevano pubblicazioni illegali e offrivano ospitalità, all'occorrenza, a ricercati in attesa di espatrio, e non aveva trovato nulla di irregolare, a eccezione di un foglio di carta fatto a pezzi e gettato nella spazzatura. Era il messaggio di avvertimento che Michajlov aveva inviato alle ragazze e che, invece di essere bruciato era stato strappato, rendendo possibile ricostruirne il testo. Kirilov, per determinare l'autore della soffiata, interrogò i tre unici indiziati: Kletočnikov, il suo collega Nikolaev, e la studentessa-spia Jarockaja. Con molto sangue freddo Kletočnikov suggerì a Kirilov che il responsabile doveva essere la giovinetta, una confidente alle prime armi che s'era lasciata senz'altro scappare qualche parola di troppo. La Jarockaja fu allora torchiata, si confuse, cominciò a piangere, e fu chiara a tutti la sua colpevole imperizia, punita con il licenziamento.

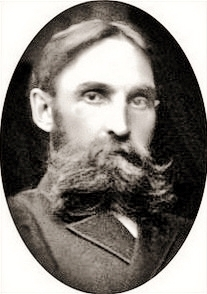
Pёtr Račkovskij

Primo agente provocatore a essere smascherato da Kletocnikov, dopo Rejnstein, fu Pёtr Račkovskij (1851-1900), destinato in futuro a ricoprire la carica di capo dell'Ochrana a Parigi e a intessere una fitta rete di intrighi su scala internazionale. A quel tempo era un giovane avvocato che, esiliato ad Arcangelo, si era creato una fama di liberale e con una tale reputazione era stato accolto negli ambienti radicali di San Pietroburgo al suo ritorno nella capitale. Collaboratore delle riviste «Novosti» (Le Notizie) e «Russkij evrej» (L'ebreo russo), si era avvicinato al centro di Zemlja i Volja, stabilendo un contatto con il suo capo tipografo Nikolaj Buch (1853-dopo 1934). Kletočnikov lo scoprì perché era uno degli agenti che Kirilov vedeva negli appartamenti segreti della polizia, nei quali lui era ammesso per stilare il verbale della riunione.
Il successivo fu Vasilij Švecov, un falegname membro dell'Unione settentrionale degli operai russi, amico e coinquilino di Stepan Chalturin che, credendolo persona fidata, lo aveva messo in relazione con quelli di Zemlja i Volja. Indotto a tradire dalla sete di guadagno e dalla paura di conseguenze per la grande quantità di materiale illegale custodito in casa, Švecov aveva promesso alla Terza sezione la consegna — si era a metà luglio del 1879 — del nucleo centrale di Zemlja i Volja e della tipografia. Pensava di servirsi a questo fine di Anna Jakimova, che da Chalturin sapeva essere un elemento di rilevanza strategica e agente di collegamento tra l'Unione e i populisti.  Švecov voleva procedere con le delazioni senza fretta, per sviare i sospetti da sé e anche per questo non compromise Chalturin, ma intanto diede una lista con diciassette nomi alla gendarmeria, tra cui figuravano cinque membri del circolo fondamentale di Zemlja i Volja. Il giorno dopo i rivoluzionari, prontamente ragguagliati da Kletočnikov, predisposero un piano per neutralizzare il doppio gioco di Švecov e non esporre il proprio informatore. Infatti solo i superiori di Kletočnikov e un agente, oltre lui, sapevano di Švecov, e perciò i rapporti con il traditore non potevano essere interrotti tutto d'un tratto. Occorreva una ragione per giungere alla rottura, e il pretesto trovato fu quello di commissionare a Švecov, in quanto falegname, le cassette di composizione per i caratteri tipografici. Contemporaneamente, gli fu detto che la dirigenza del partito rivoluzionario, a eccezione della Jakimova, da lui conosciuta con lo pseudonimo di Baska, era in provincia e che sarebbe tornata a settembre. Fu allora resa operativa la sorveglianza della Jakimova, quando Švecov l'ebbe indicata in strada a chi doveva pedinarla, ma lei, che si era prestata a fare da esca, sapeva muoversi con disinvoltura a San Pietroburgo e schivò facilmente gli inseguitori. Più avanti, all'atto di rimessa delle cassette, le rifiutò, perché non delle giuste dimensioni, e annunciò la sua prossima partenza per Mosca. Naturalmente le spie messe in moto a Mosca non riuscirono mai a rinvenirla, essendo rimasta a San Pietroburgo, come il nucleo centrale di Zemlja i Volja, ma intanto era arrivato settembre e il fatto che dall'orizzonte di Švecov si fossero eclissati la Jakimova, Chalturin, e gli altri compagni dell'Unione non poté essere associato al suo abboccamento con la Terza sezione, ormai risalente a due mesi prima.
Kletocnikov non si limitava a rivelare il nome delle spie; di essi riferiva il curriculum vitae completo, preso dalle schede personali e ricordato a memoria, e, se serviva, ne disegnava a colori i ritratti fotografici in base ai tratti somatici ivi descritti. Il modus operandi di zemlevol'cy e narodovol'cy nei confronti delle spie, prevedeva l'eliminazione solo di quanti avevano già causato danni irreparabili all'organizzazione. Così fu fatto con Rejnštejn e, nel febbraio del 1880, con Aleksandr Žarkov, il tipografo della stamperia del Čёrnyj peredel, il gruppo nato con Narodnaja volja dalla scissione di Zemlja i Volja. Žarkov era stato arrestato, con la valigia piena di copie del giornale dei narodovol'cy di cui curava la distribuzione, aveva promesso di collaborare, ed era stato rilasciato. Aptekman sospettò qualcosa, perché pareva strano che fosse tornato libero, e ne parlò con la Ošanina. Žarkov conosceva tutti gli indirizzi dei membri della sua fazione e alcuni narodovol'cy per averli visti nell'appartamento di Aptekman. Fu chiesto a Kletočnikov di indagare e il giorno stesso giunse la conferma che aveva tradito. Presnjakov (1856-1880) eseguì la sua condanna a morte. La piaga delle spie non poteva essere tuttavia curata. Presnjakov stesso fu tradito da un compagno operaio. Nella maggioranza dei casi la vendetta contro le spie consisteva nella pubblica denuncia sull'organo di partito, con tanto di particolari fisiognomici e false identità, ma a distanza di tempo utile a proteggere Kletočnikov.
La lotta contro il governo era anche una guerra di propaganda. A Michajlov premeva molto conoscere l'umore popolare, per misurare il grado di penetrazione delle idee rivoluzionarie nelle masse, e chiese a Kletočnikov se fosse possibile avere sotto mano una panoramica dei crimini di lesa maestà, per appurare il ceto di appartenenza dei condannati. Fu accontentato e si scoprì che, dopo l'attentato al treno imperiale del 1º dicembre 1880, la più alta percentuale di questa tipologia di reato era stata registrata nelle campagne e non nei centri urbani, come pareva più probabile. Inoltre Nikolaj Vasil'evič passò a Narodnaja volja un documento governativo intitolato «Rassegna del movimento social-rivoluzionario in Russia», uno studio statistico ordinato dalla polizia politica a un suo agente, di professione giornalista, Arkadij Pavlovič Mal'šinskij (1841-1899), e stampato per uso interno in centocinquanta esemplari. La rassegna sfatava — benché gli anni presi in esame coprissero solo il periodo tra il 1873 e il 1876 — alcuni pregiudizi diffusi dal governo a mezzo stampa sul profilo del rivoluzionario russo, come quello, ad esempio, che non era affatto russo, ma veniva da fuori o era ebreo. La Rassegna costituì materiale per due saggi brevi di Tichomirov pubblicati nei numeri 4 e 5 di «Narodnaja volja».
Già in un'altra recente occasione Kletocnikov aveva fatto il nome di Mal'šinskij. Una delle prime iniziative prese dal Ministero per gli Affari interni dopo l'abolizione della Terza sezione, era stato quello di creare a Ginevra un giornale dell'opposizione anti zarista, radicale abbastanza da legare a sé — e un domani compromettere — le migliori firme dell'emigrazione russa. Il provocatorio organo di stampa, affidato appunto alla direzione di Mal'šinskij, si chiamava «Vol'noe slovo» (La libera parola) e fu edito dal 1881 al 1883, ma non poteva raggiungere l'obiettivo per cui era nato, avendo il Comitato esecutivo provvisto ad allertare gli esuli, Lavrov tra i primi.
Solo le note scritte da Kletocnikov in qualità di agente infiltrato, tra marzo e giugno 1879, sono state pubblicate; in parte, nei numeri 7 e 10 della rivista «Byloe» da Vladimir Burcev (1862-1942) nel 1908; e in edizione integra, negli «Archiv Zemli i Voli i Narodnoj voli» del 1932, con il titolo di «Tetradi Kletočnikov» (I taccuini di Kletočnikov). Del restante suo lavoro spionistico abbiamo cognizione unicamente di ciò che emerse dal processo e di quanto raccontato nelle loro memorie dai membri superstiti del Comitato esecutivo. Si sa così che, quando poté, cercò di depistare la polizia politica, come prova la relazione elaborata su sue indicazioni e inviata da Loris-Melikov all'imperatore in data 2 ottobre 1880, da cui si evince che il centro della propaganda dei rivoluzionari era a Mosca, e questo mentre Narodnaja volja raggiungeva l'apice della propria influenza a San Pietroburgo con circoli tra gli studenti, gli operai e i militari.
Non sempre, tuttavia, Kletočnikov poteva salvare i rivoluzionari. Nel periodo di Zemlja i Volja, perché le operazioni considerate minori erano portate avanti dalla polizia metropolitana in autonomia, e spesso erano proprio queste a produrre i maggiori, e anche insperati, successi. infatti, la cattura di Kvjatkovskij cominciò come una semplice ricerca di materiale propagandistico, e la caduta della tipografia, di poco successiva, da un documento contraffatto. Nel periodo di Narodnaja volja, invece, quando i comandi della terza sezione e della polizia metropolitana erano stati accorpati per favorire una più efficace circolazione e condivisione delle informazioni, poteva accadere che la notifica di un'azione contro i rivoltosi avvenisse dopo essersi conclusa e che altre non lo fossero affatto, essendo state trasferite al sindaco di San Pietroburgo molte iniziative. E questo spiega come mai Kletočnikov, che venne subito a conoscenza del tradimento di Gol'denberg (1855-1880) e di Adrian Michajlov (1853-1929), ignorasse quello di Okladskij.
Il lavoro presso la polizia politica ebbe profonde ripercussioni sulla vita privata di Kletočnikov che, a differenza degli illegali, non poteva essere mai se stesso. Fu disprezzato da chi avrebbe dovuto amarlo e, se non proprio amato, benvoluto, da chi era lui a disprezzare.
Per non sembrare troppo riservato e diverso dai colleghi, dovette frequentarli, uscire con loro, pranzarci assieme, e poiché era d'indole gentile, suscitava molta simpatia e poi si sentiva in colpa. Di contro, i vecchi compagni d'università, lo scansavano quando lo incontravano, o abbassavano lo sguardo. Il cognato piombò addirittura a San Pietroburgo per chiedergli, a nome della famiglia, come era potuto succedere che lui, un liberale che aveva manifestato avversione per le ambizioni carrieristiche dei funzionari pubblici, fosse ora al centro della macchina burocratica, invischiato con i più arrivisti tra i dipendenti pubblici. Kletočnikov dovette giustificarsi e motivò la sua decisione con la convinzione che se una persona onesta agisce dall'interno di un sistema corrotto, può forse sperare di migliorarlo. Perfino il padrone di casa gli comunicò che gli altri condomini non gradivano la presenza di un agente del Dipartimento di polizia e lo pregò di fare le valigie. Michajlov ben felice, date le premesse, di trovargli una nuova sistemazione, scovò una casa vicina alla sua, comoda da visitare anche di notte, priva di portinaio, con la padrona di casa che viveva altrove, e provvista di due ingressi.

### Arresto e processo

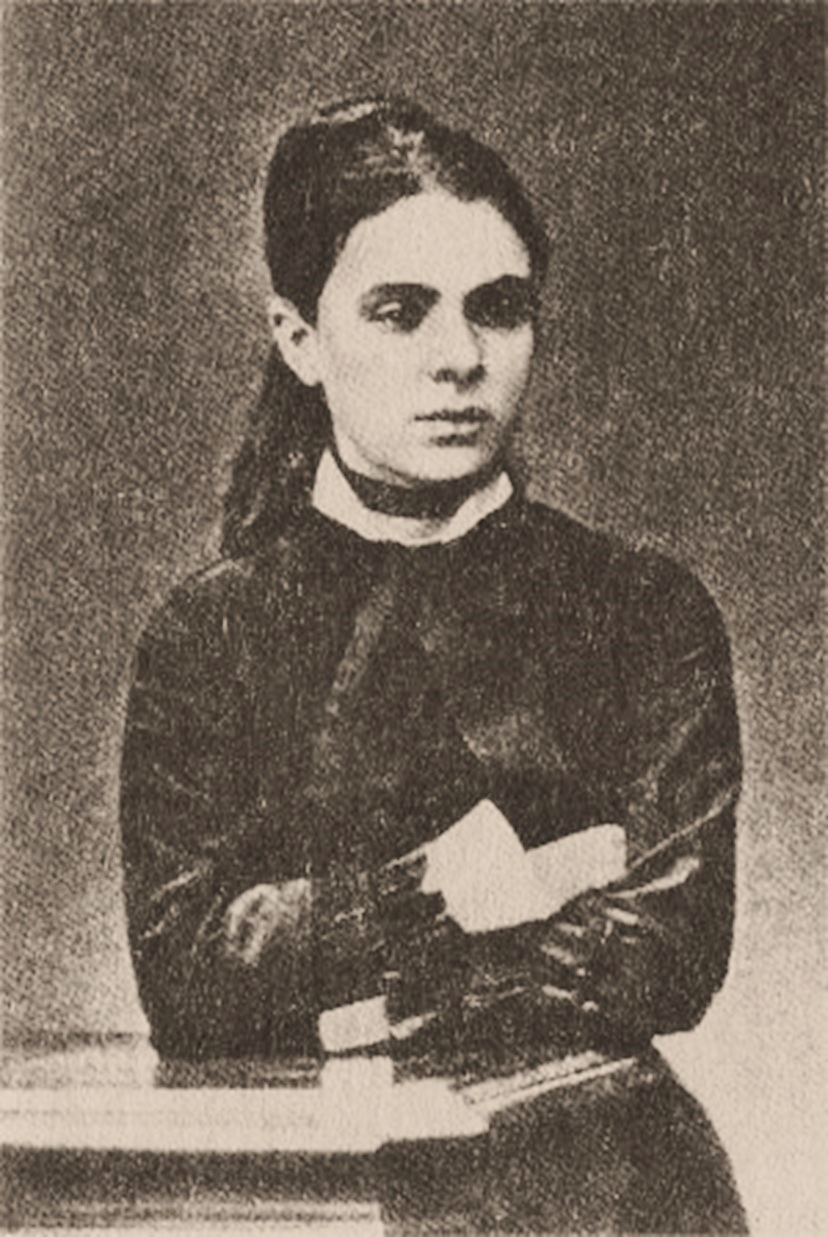
Anna Korba

Nell'autunno del 1880, l'appartamento di Natal'ja Olovennikova fu liquidato perché la ragazza, in preda a un esaurimento nervoso dovuto al bisogno di un impegno più attivo nel partito, era entrata nella squadra di sorveglianza della Perovskaja, creata per registrare i movimenti dello zar in previsione dell'attentato — si sperava risolutivo — che stava assorbendo le forze del partito, ormai assottigliate dai contraccolpi subiti quell'anno. Si doveva individuare un altro sicuro luogo d'incontro, ma intanto veniva eseguita la condanna a morte di Kvjatkovskij e Presnjakov, e Michajlov, sul quale le esecuzioni dei compagni sortirono un effetto devastante, si faceva arrestare per incuranza delle più elementari norme cospirative. Era il 10 dicembre 1880, e due mesi dopo, il 9 febbraio 1881, sarebbe stato il turno di Kletočnikov.
Nella notte tra sabato 5 e domenica 6 febbraio, le rivelazioni del traditore Okladskij portarono la polizia nell'appartamento di Grigorij Fridenson  (1854-1913), un agente del Comitato esecutivo, e qui la mattina del 6, venne catturato Barannikov. Il giorno appresso, nell'abitazione di Barannikov, cadde in trappola Nikolaj Kolodkevič, arrestato con il nome del tenente in pensione Sabaneev. Il vero nome fu scoperto l'indomani, mentre il 9 febbraio era individuato il suo appartamento sul terrapieno del Fontanka.
Il giorno 7, Kletočnikov aveva appuntamento in un rinomato ristorante con Barannikov. Quella mattina aveva appreso del suo arresto, ma si presentò ugualmente sul luogo pattuito per l'incontro, nella speranza che si facesse vivo qualcuno degli altri contatti che aveva nel Comitato esecutivo, cioè Kolodkevič o Anna Korba. Nessuno comparve e Kletocnikov si diresse all'appartamento di Kolodkevič. La finestra della casa dava sul primo cortile di una fila che terminava laddove sorge il teatro Aleksandrinskij, e se Kolodkevič fosse stato in casa, la luce di una candela l'avrebbe illuminata, ma così non era. L'8, concluso il servizio in ufficio, Nikolaj Vasil'evič rientrò a casa, attese invano fino a sera, quindi tornò da Kolodkevič. La candela era sempre spenta, e se gli venne il sospetto che l'amico fosse stato arrestato, si dissipò all'istante, perché da una nota informativa giunta al Dipartimento di polizia, il giorno precedente, sapeva che in casa di Barannikov era stato arrestato il tenente Sabaneev, e Kletočnikov non poteva associare a questo nome Kolodkevič, conoscendo quale suo pseudonimo il solo Aleksej Petrov. Il 9, dopo l'ufficio, Nikolaj Vasil'evič non andò a casa. Vide in strada, mentre cercava di prendere il tram, Anna Kutuzova e, volendo sfuggirle, s'infilò in una pasticceria.  Cenò, si fece tardi, e si recò ancora da Kolodkevič. Stavolta la candela era accesa, si rianimò, bussò alla porta, ma ad aprirgli fu un gendarme.
Se Kletočnikov fosse tornato a casa, si sarebbe salvato. Il Comitato esecutivo era al corrente dell'arresto di Kolodkevič, risalente a due giorni prima, e Anna Korba era andata da Kletočnikov, per ammonirlo a non recarsi in nessun appartamento, già due volte, ma non lo aveva trovato. Purtroppo si decise a lasciargli un messaggio e a inviargliene uno per posta solo al terzo infruttuoso tentativo di incontrarlo. Nel biglietto, elemento di prova a carico nel processo e creduto di mano di Željabov, era scritto: «Nikolaj Vasil'evič, ho bisogno di vedervi, ma non so quando pizzicarvi in casa. Sapete che prima di cena passeggio sul Nevskij (sul lato soleggiato), intorno alla quinta ora. Sarete così gentile da fare un giro sul Nevskij, per allora?». La firma era illeggibile.
Kletočnikov fu interrogato per due giorni e due notti, senza un attimo di tregua, e tenuto sempre in piedi, con le spalle al muro. Il primo giorno negò di sapere chi fosse davvero Aleksej Petrov, poi, sfinito, confessò, e sostenne di aver collaborato con i rivoluzionari per denaro e non per dedizione alla loro causa. Disse insomma quel che aveva chiesto a Michajlov di poter dire in caso d'arresto.
Rinchiuso nel bastione Trubeckoj, le sue condizioni di salute peggiorarono e al processo, detto dei «20» e che iniziò il 21 febbraio 1882, i presenti scorsero in lui le tracce di una tisi vicina all'ultimo stadio. In aula, Kletočnikov, cui faceva da contrappunto lo scherno del presidente, il senatore Dejer (1832-1911), ricusò le parole pronunciate dopo l'arresto, e non solo ammise di essersi infiltrato nella Terza sezione per odio nei suoi confronti, ma lasciò credere che era stata una sua decisione: «La mia accusa è basata esclusivamente sulla mia testimonianza. Oltre a questa, infatti, non ci sono prove contro di me, e ora ritengo necessario precisare che queste dichiarazioni sono state rese sotto una forte pressione dall'esterno, da chi faceva l'interrogatorio... Mi trovavo in una posizione eccezionale, ero nelle mani del nemico, di persone che mi trattavano con particolare rancore, e potevo attendermi da loro un servizio crudele riservato appositamente per me. Ho esagerato la mia colpa e mi sono diffamato solo per ottenere la convocazione in tribunale e non subire la deportazione per via amministrativa. Per dirne una, non è affatto vero che nel mio operato sia stato ispirato da fini lucrosi: ho avuto altre ragioni, benché, del resto, io non sia un rivoluzionario per convinzione. Mi pesava la misera, arida, vita di provincia. Sentivo la vanità della mia esistenza... Inoltre sapevo che non avevo molto da vivere e così volevo, almeno negli ultimi giorni, essere parte di qualcosa di bello, di un lavoro utile. I miei pensieri si sono fermati sulla Terza sezione; non avevo dubbi sull'enorme danno da essa causato, e ho risolto nella misura delle mie forze di avversarla... Io detestavo la Terza sezione con tutta l'anima». La polizia politica era una «brutta istituzione, che corrompe la società, che annega tutte le qualità migliori della natura umana e porta allo scoperto tutti i suoi aspetti più volgari e oscuri», e i suoi colleghi, gente di «bassa moralità». Era dunque entrato in «questa istituzione disgustosa per paralizzarne l'attività», essendo suo unico scopo «servire la società russa e i russi onesti».
Il 24 febbraio, Michajlov scriveva al Comitato esecutivo: «Kletočnikov si è condotto bene, dignitosamente e fermamente. Ha parlato con calma, ma il presidente gli si è avventato contro come il macellaio sulla bestia. Ha esposto le sue ragioni con verità e onestà. Lui non è un rivoluzionario, ma un uomo buono e disposto a servire la società contro l'ordine stagnante». La sentenza, che condannava a morte la metà esatta degli imputati — Michajlov, Frolenko (1848-1948), Suchanov (1851-1882), Kolodkevič, Isaev, Tetërka (1853-1883), Emel'janov (1860-1916), la Lebedeva (1854-1886), la Jakimova e Kletočnikov — fu letta il 27. Michajlov, addolorato per Nikolaj Vasil'evič, lo «baciò forte, forte» e gli disse che morivano da amici così come erano vissuti.
Un mese trascorse in attesa dell'esecuzione, quando, il 29 marzo, nove dei dieci condannati (era escluso il tenente della marina Suchanov, perché aveva prestato giuramento di fedeltà allo zar) furono graziati. La notte tra il 6 e il 7 aprile Kletočnikov, Michajlov, Frolenko, Kolodkevič, Tetërka, Isaev, Barannikov, Trigoni, Langans (1852-1883), Morozov e Arončik erano tradotti al rivellino Aleksevskij.
All'atto d'ingresso nel rivellino, Matvej Sokolov, che i detenuti avrebbero ribattezzato Erode e che allora era stato appena nominato sovrintendente della prigione, accolse Kletočnikov con questa frase: «Beh, per te la punizione sarà più severa».

### La morte

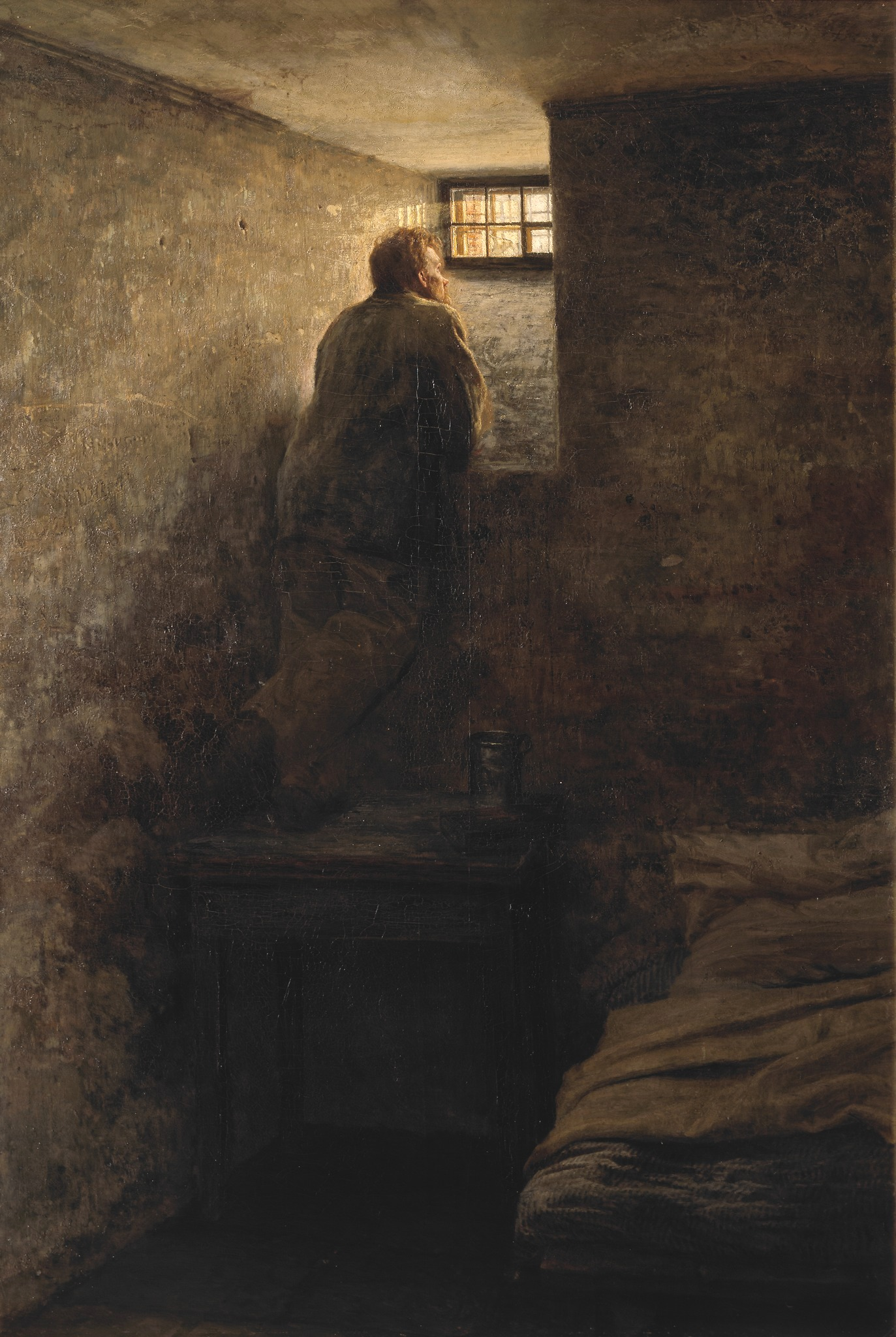
Il prigioniero, opera del 1878 di Nikolaj Jarošenko. Le celle del rivellino Alekseevskij erano simili a questa raffigurata nel dipinto. La finestra oscurata con la pittura fu una delle tante misure punitive adottate dal nuovo governatore della fortezza, Ganeckij, dopo l'uccisione di Alessandro II

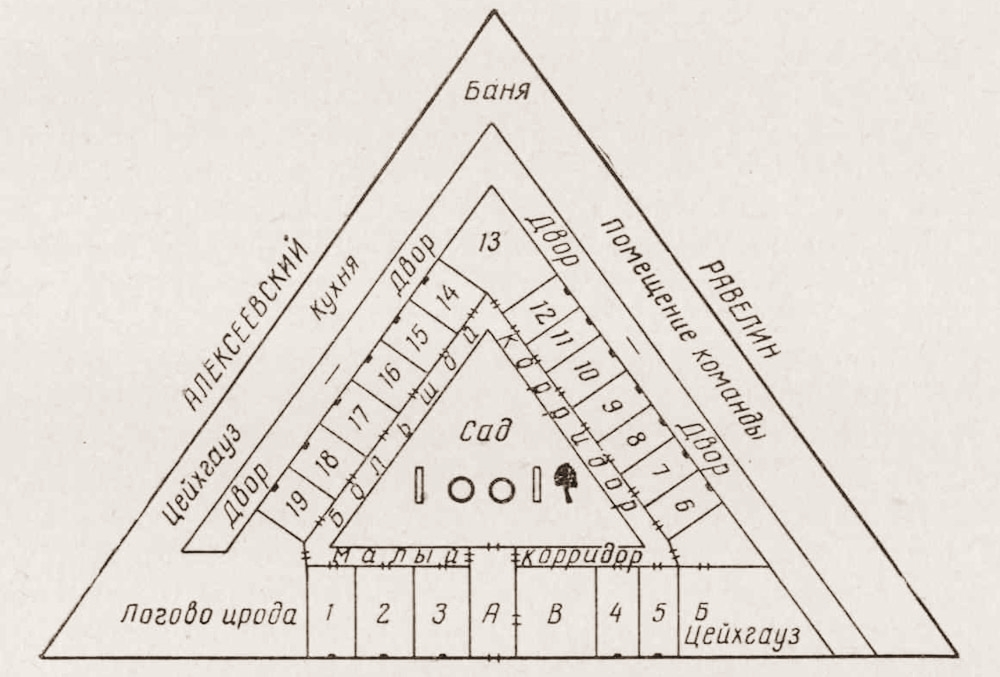
La pianta del rivellino Alekseevskij tracciata da Pëtr S. Polivanov (1859-1902), narodovolec e poi socialista-rivoluzionario recluso nella prigione dall'ottobre del 1882 fino alla sua chiusura, quando fu trasferito allo Šlissel'burg.
Nel triangolo centrale compare il giardino (sad), con il disegno stilizzato di due aiuole, due panchine e un tiglio. Alla sua base, il piccolo corridoio (malnyj korridor) su cui si affacciano le celle dal № 1 al № 5. Tra le celle № 3 e № 4, sono situate la porta d'ingresso e la camera della sentinella. Di fianco alla cella № 1 c'è la «tana di Erode» (logovo Irada), cioè l'appartamento di Matvej Sokolov. Al fianco della cella № 5, l'armeria adibita ai bagni, sorta di saune con lavaggio a getto di vapore, per i prigionieri del piccolo corridoio. Le celle dal № 6 al № 19 sfociano sul grande corridoio (Bol'šoj korridor). Nella più ampia cella № 13, sono posizionati i bagni per i prigionieri di questo corridoio. Alle spalle delle celle dal № 6 al № 19, c'è il cortile (dvor), e infine, lungo la linea perimetrale, a sinistra, sono collocate l'armeria (cejchgauz) e la cucina (kuchnja), a destra, sorge lo stanzone delle guardie (pomeščenie komandy), e al vertice, i bagni per il personale. Cfr. [http://az.lib.ru/img/p/poliwanow_p_s/text_1903_ravelin/text_1903_ravelin-1.jpg La didascalia originale

Michajlov e Kletočnikov furono reclusi in due celle ubicate ai lati opposti dello stesso corridoio, l'uno nella № 1, l'altro nella № 4, in isolamento assoluto. Kletočnikov aveva alla sua sinistra la stanzetta della guardia, e a destra, una cella vuota. Non poteva quindi comunicare con il vicino, battendo colpi sulla parete. Le giornate scorrevano tormentate dal dramma psicologico della solitudine ammantata di nero, — per via della pochissima luce che filtrava dalla finestrella oscurata — dall'assenza di una qualsiasi attività che desse tregua alla monotonia, dalla perenne sensazione di fame e di freddo. Dopo un po' di tempo, nella stanza vuota fu trasferito Arončik, e Kletočnikov sperò in un contatto umano, ma il più giovane detenuto del rivellino era già mentalmente alienato. Al terzo mese di reclusione, lo scorbuto, eccitato dal pessimo e insufficiente regime alimentare,  attaccava la salute di Nikolaj Vasil'evič, debilitata dalla tubercolosi polmonare e da preesistenti disturbi digestivi.
In estate, per improrogabili lavori di ristrutturazione, — e davvero il rivellino cadeva a pezzi e c'erano infiltrazioni d'acqua ovunque — Kletočnikov fu spostato sul lato prospiciente il secondo ingresso del rivellino, nella cella № 6, che era la prima del corridoio. Finalmente aveva almeno un vicino immediato con cui relazionarsi, Kolodkevič, e, attraverso di lui, indirettamente, con gli altri rinchiusi in quel corridoio: Langans, Trigoni e Morozov. Scoprì allora che tutti avevano lo scorbuto, e Langans anche la tisi e una brutta tumefazione al ginocchio. Senza modifiche nella dieta nessuno sarebbe arrivato all'inverno.
Il conforto di una presenza amica durò poco. Kolodkevič fu portato nella cella № 16 e Kletočnikov, che ormai faceva fatica a sollevarsi in piedi sul letto per battere sul muro, pensò che forse, prima di morire, aveva il modo di aiutare i compagni a sopravvivere. Il 15 luglio iniziò lo sciopero della fame, che portò avanti per sette giorni, quando inatteso giunse in prigione il vice ministro per gli Affari interni e comandante del corpo speciale dei gendarmi, Pëtr Orževskij (1839-1897), accompagnato da Sokolov e dal governatore della fortezza, Ganeckij (1810-1887). Non era mai accaduto prima che un esponente del governo visitasse la prigione, e se ora accadeva, era probabilmente una conseguenza della decisione presa da Kletočnikov. Il dottor Vil'ms (russificazione del tedesco “Wilms”) quel giorno, il 22 luglio, scriveva nel suo rapporto che «il detenuto confinato nella cella № 6», soffrendo di allentamento dei denti e ulcerazioni alle gengive non poteva essere alimentato con pane nero e gli si doveva concedere una «libbra di pane bianco al giorno». Le migliorie apportate alla dieta quotidiana di tutti i prigionieri, che comprendeva l'aggiunta di latte, mezzo limone e aglio, peggiorarono le già gravi condizioni di Kletočnikov. L'assunzione del latte gli provocò, difatti, in un quadro clinico complicato dall'«infiammazione tubercolare del canale intestinale», una «prolungata ed estenuante diarrea» che la mattina del 25 lo uccise.
Dopo la mezzanotte, il corpo di Nikolaj Kletočnikov fu consegnato per la sepoltura in un imprecisato cimitero di San Pietroburgo con il nome artefatto di Grigorij Ivanovič Zavituchin.